# Nidi di rondine (gastronomia cinese)
I nidi di rondine (in cinese tradizionale 燕窩, cinese semplificato 燕窝, pinyin yàn wō /jân wɔ́/) sono una specialità della cucina cinese.

## Caratteristiche

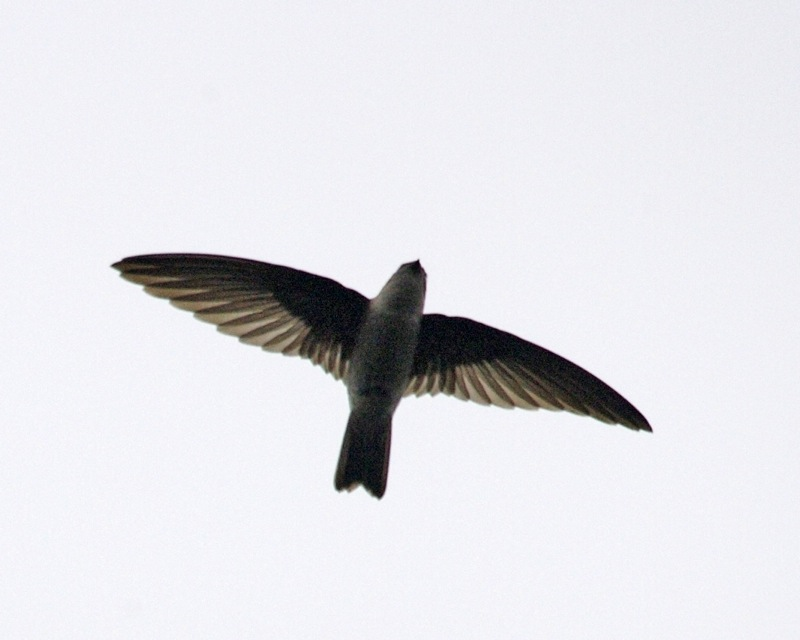
Una salangana

Malgrado il nome sia generico (rondine) in realtà ci si riferisce ad una particolare selezione di specie di uccelli che formano dei nidi utilizzando la particolare secrezione salivare. I nidi sono solitamente costruiti sulle sporgenze delle pareti più inaccessibili di grotte e la costruzione richiede circa 30 giorni. Fra le specie più ambite che costruiscono i nidi destinati all'alimentazione ci sono le salangane, una specie appartenente al genere Collocalia simile ai rondoni. È tipica dell'isola di Nuova Guinea e del Sud-est asiatico.

## Utilizzo

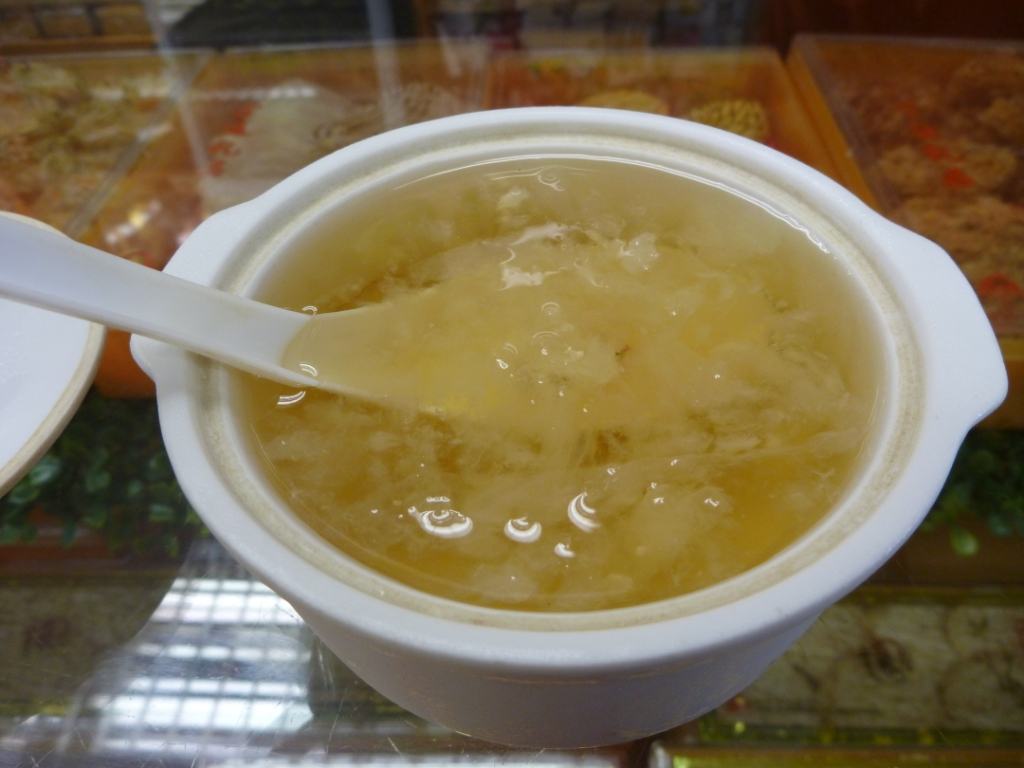
Una ciotola di zuppa di nidi di rondine

Il principale utilizzo gastronomico dei nidi di rondine è nella preparazione di una zuppa tipica della cucina cinese. Questi, sciolti nell'acqua, danno alla zuppa una consistenza gelatinosa molto apprezzata non solo nella cucina cinese ma anche in quelle di altri Paesi dell'Asia sud-orientale.